# Izumi Tōdō
Izumi Tōdō (東堂いづみ, Izumi Tōdō) est un pseudonyme collectif désignant le staff de Toei Animation, auteur de la série d'anime japonais Nadja et du manga éponyme.

## Œuvres Manga
- 2000 : Ojamajo Doremi : 3 volumes
- 2001 : Mo~tto! Ojamajo Doremi : 1 volume
- 2003-2004 : Ashita no Nadja : 2 volumes
- 2011-en cours : Kyousougiga

## Œuvres Anime
- 1999-2000 : Ojamajo Doremi : 51 épisodes
- 2000-2001 : Ojamajo Doremi sharp # : 49 épisodes
- 2001-2002 : Mo~tto! Ojamajo Doremi : 50 épisodes
- 2002-2003 : Ojamajo Doremi Dokka~n! : 51 épisodes
- 2004 : Ojamajo Doremi Na-i-sho : 13 épisodes
- 2003-2004 : Ashita no Nadja : 50 épisodes
- 2004-en cours : La saga Precure : Plus de 700 épisodes depuis mi-2018
- 2011-2013 : Kyousougiga : 13 épisodes